# Багдад (Узбекистан)
Багдад (узб. Bagʻdod / Бағдод) — городской посёлок (с 1979 года), административный центр Багдадского района Ферганской области Узбекистана.
Расстояние до Ферганы (областного центра) — 70 км. В посёлке расположена железнодорожная станция «Фуркат» (на линии Ахунбабаева — Коканд). Рядом с Багдадом расположен Большой Ферганский канал.
С 1894 по 1962 год назывался Серово. По переписи населения 1989 года в посёлке проживало 10 086 жителей. В 2000 году население составляло 12,8 тысяч человек.
Жители в основном занимаются хлопководством. По состоянию на 2000 год в посёлке имелось три школы, два лицея, две библиотеки, музей, почтовое отделение, больница и две поликлиники. В посёлке имеется автостанция, автозаправочная станция и рынок. В 1990-е годы в посёлке базировался футбольный клуб «Багдад», выступавший в Первой лиге Узбекистана.